# Tiabdou
Tiabdou est une localité située dans le département de Piéla de la province de la Gnagna dans la région Est au Burkina Faso.

## Géographie
Tiabdou est située à 2 km à l'Est de Kongaye (et la route nationale 18) et 7 km au Nord de Piéla.

## Santé et éducation
Le centre de soins le plus proche de Tiabdou est le centre de santé et de promotion sociale (CSPS) de Piéla.